# Erik Slottner

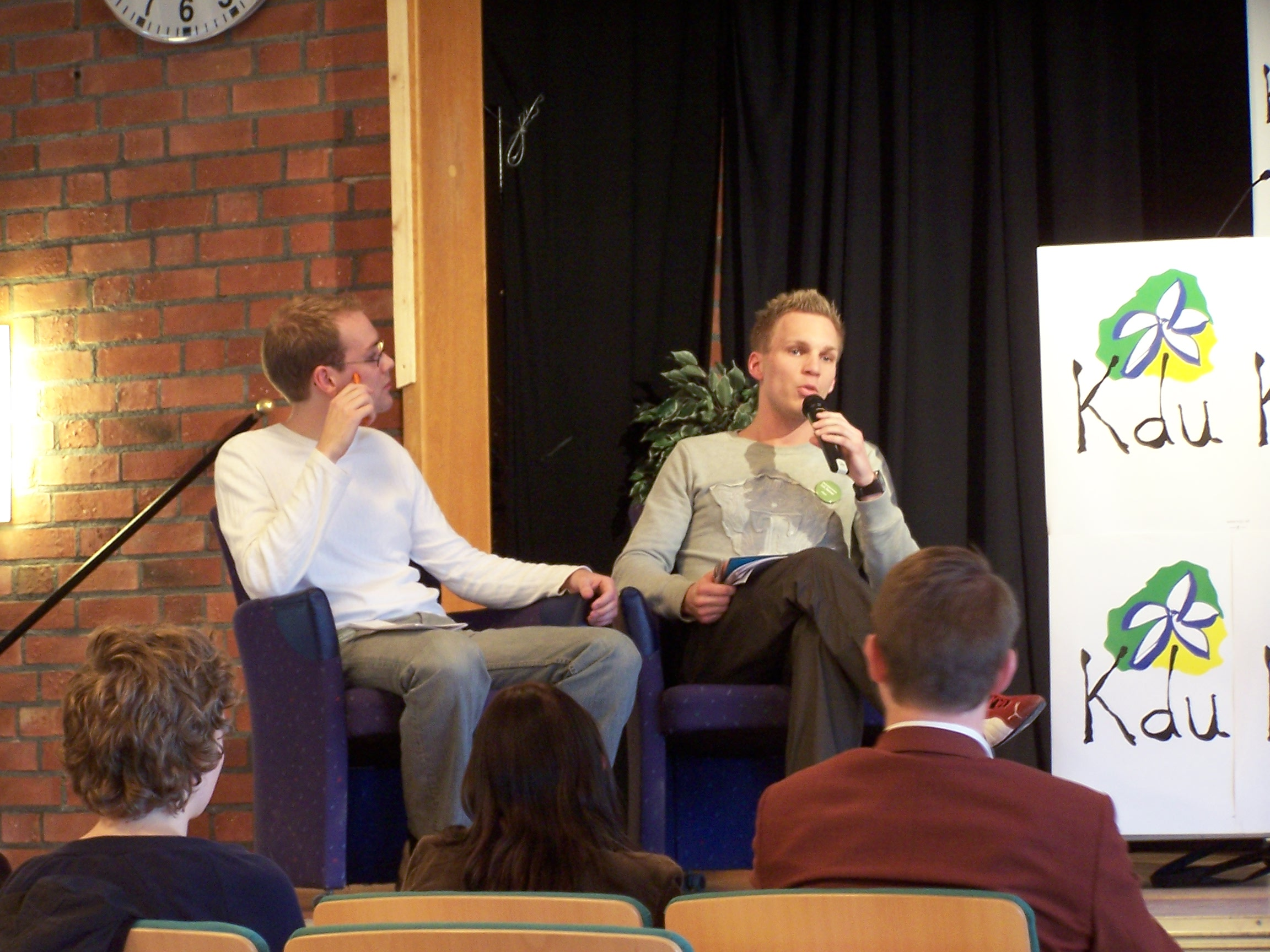
Andreas Olofsson (t.v.) och Erik Slottner i utfrågningen inför valet av ny förbundsordförande 2004.

Erik Mikael Slottner, född 16 april 1980 i Kalmar, är en svensk politiker (kristdemokrat). Sedan 2022 är han civilminister i regeringen Kristersson.
Slottner var förbundsordförande för Kristdemokratiska ungdomsförbundet (KDU) 2004–2005. Han var 2014–2022 gruppledare för Kristdemokraterna i Stockholms stad och 2018–2022 äldre- och trygghetsborgarråd i staden. Under 2018 var han också tjänstgörande ersättare i Sveriges riksdag.

## Biografi
Slottner är uppvuxen i Kalmar men sedan september 2001 bosatt i Stockholm. Han har läst statsvetenskap vid Linköpings universitet.
Slottner utsågs till förbundsordförande på KDU:s stämma den 22 maj 2004 i en omröstning som han vann med två rösters övervikt mot den värdekonservative Andreas Olofsson. Slottner, som är öppet homosexuell, ville verka för att bryta bilden av Kristdemokraterna som ett "intolerant och homofobt parti". Han ansågs tillhöra den liberala falangen inom KDU, som står i opposition mot de som betonar värdekonservatismens idéer. På det nästkommande riksmötet den 6 maj 2005 tvingades han sluta som ordförande efter att ha förlorat medlemmarnas förtroende. Han valde då att säga upp sitt medlemskap i KDU.
Efter tiden som förbundsordförande arbetade han som politiskt sakkunnig i riksdagen på Kristdemokraternas parti- och riksdagskansli. Han arbetade med frågor inom utbildningsutskottet och kulturutskottet.
Slottner var riksdagsledamot (tjänstgörande ersättare för Désirée Pethrus) från 5 februari till 24 september 2018 för Stockholms kommuns valkrets.
Mellan åren 2007 och 2022 var Slottner ledamot (till en början ersättare) i Stockholms kommunfullmäktige. 2014 blev han gruppledare för Kristdemokraterna och 2018–2022 var han äldre- och trygghetsborgarråd. Han var dessutom ledamot i stadsbyggnadsnämnden och vice ordförande för Micasa Fastigheter.
Efter riksdagsvalet 2022 blev han utsedd till civilminister och statsråd i Finansdepartementet i regeringen Kristersson. Han ansvarar bland annat för statens samarbete med kommuner och regioner. Han har också ansvar för konsumentfrågor.

## Priser och utmärkelser
2011 belönades Erik Slottner med RFSL-Stockholms pris Regnbågspriset tillsammans med Caroline Szyber och Magnus Kolsjö.
2022 utsågs Erik Slottner till Årets Trygghetsambassdör av tankesmedjan Säkerhet för Näringsliv och Samhälle. Utnämningen grundade sig på hans insatser för att öka antalet ordningsvakter i Stockholm och hans arbete för att öka antalet bevakningskameror i kommunen.